# Toyman
Toyman (I svenska översättningar tidigare känd som Leksaksmannen) är namnet på tre superskurkar i DC Comics serier. De medverkar mestadels i Stålmannen-serien. Den första Toyman dök upp i Action Comics # 64 (1943). Figuren skapades av Don Cameron och Ed Dobrotka.

## Biografi

### Winslow Schott
Den förste Toyman debuterade 1943 och dök upp i ett flertal berättelser om Stålmannen under Golden Age. Schott blev en allt mindre vanlig figur under 1950-talet, men blev tämligen vänligare under de tre följande decennierna.
Efter 1985 års miniserie Crisis on Infinite Earths och John Byrnes miniserie Man of Steel blev Toymans bakgrund uppdaterad. Winslow Schott är en arbetslös brittisk leksakstillverkare som anklagar Lex Luthor och hans företag, LexCorp, efter att ha fått sparken från leksaksföretaget som han arbetade för. Han använder sina talanger i leksakstillverkning för att söka hämnd, som så småningom får honom att korsa vägar med den brittiska hjälten Godiva, och därefter Stålmannen. Toyman fortsätter att begå olika brott i Metropolis, inklusive kidnappning av barn.
Han bär vanligtvis en prålig utstyrsel.

### Jack Nimball
Under 1970-talet dyker en man med namnet Jack Nimball upp antar identiteten som den andre Toyman. Nimball bär en dräkt som påminner om sådana som gycklare brukar vara klädda i och använder ett liknande arbetssätt som det originalet använder. Den nye Toyman visar sig dock vara kortlivad. Schott dödar Nimball med en mekanisk leksaksfågel och återupptar sin brottskarriär.

### Hiro Okamura
Hiro Okamura är ett tonårigt, mekaniskt geni från Japan som först dök upp som Toyman i Superman (vol. 2) #177 (2002). Han dyker upp i Metropolis i en jättelik superrobot.

## I andra medier
- Toyman dök först upp i animerad form i The New Adventures of Superman, baserad på Winslow Schotts version.
- Toyman dyker upp i Challenge of the Super Friends, med röst av Frank Welker. Då som en medlem i Lex Luthors Legion of Doom. Denna version är baserad på Jack Nimball.
- I DC Animated Universe dyker Toyman upp i Stålmannen, Static Shock (med röst av Bud Cort), Justice League och Justice League Unlimited (med röst av Corey Burton).
- Toyman dyker upp i tre avsnitt av Smallville, spelad av Chris Gauthier.